# 月に咲く花のようになるの
「月に咲く花のようになるの」（つきにさくはなのようになるの）は、
サンボマスターが2004年7月22日にリリースした2枚目のシングル。

## 収録曲
全曲作詞・作曲：山口隆
1. 月に咲く花のようになるの
松尾スズキ監督映画『恋の門』主題歌
2. 手紙（キング オブ ソウル ミックス）
3. 愛しき日々（ナッシュビル・スカイライン バージョン）
4. 人はそれを情熱と呼ぶ（ライブバージョン）

| スタブアイコン | サブスタブ | この項目は、まだ閲覧者の調べものの参照としては役立たない、シングルに関連した書きかけの項目です。この項目を加筆・訂正などしてくださる協力者を求めています（P:音楽/PJ:楽曲）。 |